# Dracontium spruceanum
Dracontium spruceanum là một loài thực vật có hoa trong họ Ráy (Araceae). Loài này được (Schott) G.H.Zhu mô tả khoa học đầu tiên năm 1996.